# فریبکاری ادامه دارد
فریبکاری ادامه دارد (انگلیسی: The Con Is On) یک فیلم در سبک سرقت است که در سال ۲۰۱۸ منتشر شد. از بازیگران آن می‌توان به اوما تورمن اشاره کرد.